# Jež (priimek)
Jež je priimek v Sloveniji, ki ga je po podatkih Statističnega urada Republike Slovenije na dan 1. januarja 2018 uporabljalo 453 oseb.

## Znani nosilci priimka
- Aleksander Jež (*1959), popularni glasbenik, kantavtor
- Andraž Jež (*1985), literarni raziskovalec, literat, skladatelj in slikar
- Andrej Jež (*1994), alpinist, plezalec
- Anton Jež (1925—2021), strojni inženir, dachavski interniranec
- Bogdan Jež, športni strelec
- Boris Jež (1952—2018), novinar in publicist
- Brina Jež-Brezavšček (*1957), skladateljica in pedagoginja
- Carmen Jež Gala (1925—1965), gradbenica, prof. FAGG
- Dušan Jež (*1954), fotograf, pedagog
- Franjo Jež (*1956), odbojkar
- František Jež (*1970), češki smučarski skakalec
- Irena Jež (*1954), alpska smučarka
- Jakob Jež (1928—2022), skladatelj, glasbeni pedagog
- Janko Jež (1911—2005), šolnik in kulturni delavec v Trstu
- Jedrt Jež Furlan (*1970), kulturna novinarka, publicistka
- Jernej Jež (*1980), geolog, hidrolog?
- Jože Jež (*1968), pevec, tekstopisec in skladatelj zabavne glasbe
- Jure Jež (1988—2022), odbojkar
- Karmen Kenda - Jež (*1962), jezikoslovka
- Marija Jež (1920—2004), zdravnica pediatrinja
- Marija Jež Grgič (*1945), jezikoslovka leksikologinja
- Mario Jež (1924—1978), strojnik
- Matjaž Jež (*1947), biolog, konservator naravne dediščine, ekolog, entomolog
- Milan Jež (1920—1997), stomatolog, ortodont
- Milan Jež, pisatelj in etnograf (opisovalec ljudskega izročila: Dol. Trebuša), narodnozabavni tekstopisec
- Mitja Jež (*1986), odbojkar, trener
- Niko Jež (*1948), polonist, literarni zgodovinar, prevajalec, univ. prof.
- Olga Jež (1928—2007), solopevka, zborovodkinja?
- Slavko Jež (1920—1990), politik, urednik
- Tim Jež, gorski kolesar
- Tone Jež, inovator (izumitelj)
- Valentin Jež (*1940), psiholog, predavatelj teorije delovnih organizacij